# Ченате-Сотто
Ченате-Сотто (італ. Cenate Sotto) — муніципалітет в Італії, у регіоні Ломбардія,  провінція Бергамо.
Ченате-Сотто розташоване на відстані близько 480 км на північний захід від Рима, 60 км на північний схід від Мілана, 12 км на схід від Бергамо.
Населення — 3688 осіб (2014).
Щорічний фестиваль відбувається 11 листопада. Покровитель — святий Мартин Турський.

## Демографія
Населення за роками:

Станом на 1 січня 2023 року в муніципалітеті офіційно проживав 291 іноземець з 32 країн, серед них 100 громадян країн Євросоюзу та 9 громадян України.

## Сусідні муніципалітети
- Ченате-Сопра
- Сан-Паоло-д'Аргон
- Сканцорошіате
- Торре-де'-Ровері
- Трескоре-Бальнеаріо